# Renato Traiola
Renato Traiola (Napels, 19 december 1924 – Latina, 18 januari 1988) was een Italiaans waterpolospeler.
Renato Traiola nam als waterpoloër eenmaal deel aan de Olympische Spelen; in 1952. In 1952 maakte hij deel uit van het Italiaanse team dat het brons wist te veroveren. Hij speelde een wedstrijd als keeper.